# Číšoplod Lyonův
Číšoplod Lyonův (Calycocarpum lyonii) je jediným druhem rodu číšoplod (Calycocarpum) z čeledi lunoplodovité (Menispermaceae). Druh je původní v Severní Americe.

## Popis
Pnoucí keř s dlanitě laločnatými listy a nazelenalými květy.

## Použití
Okrasná rostlina, která má jen sbírkový význam.